# 嗣岑王
嗣岑王（つぐみねおう、生没年不詳）は、平安時代初期から前期にかけての皇族。名は嗣峯王とも記される。官位は従五位下・日向守。

## 経歴
仁明朝末の嘉祥3年（850年）従五位下・日向守に叙任される。
文徳朝の斉衡2年（855年）嗣岑王は何らかの事件を起こしたらしく、推訴使として田口房富が派遣される。しかし、嗣岑王は兵を発し房富を殺害したことから、官爵を剥奪されてしまう。その後、密かに入京したことから斉衡4年（857年）正月に右京職に散禁されている。その後、貞観元年（859年）になって太政官論奏があり、先に断罪されたとおり官当の処分となった。

## 官歴
『六国史』による。
- 時期不詳：正六位上
- 嘉祥3年（850年） 正月7日：従五位下。正月15日：日向守
- 斉衡2年（855年） 閏4月28日：詔免官爵
- 斉衡4年（857年） 正月16日：散禁右京職
- 貞観元年（859年） 12月27日：官当